# KID
KID, viết tắt của Kindle Imagine Develop, là một tổng công ty Nhật Bản chuyên sản xuất và phát triển bishōjo game.
KID được thành lập vào năm 1988, với vốn đầu tư 160 triệu yên. Nhũng năm đầu thập niên 90 của thế kỷ trước, công ty được biết đến chủ yếu như một đối tác hợp đồng. Các tác phẩm đáng chú ý của khi họ hợp tác trong thời kỳ nào bao gồm Burai Fighter, Low G Man, G.I. Joe, Isolated Warrior và Recca. Năm 1997, công ty phục vụ chuyển các game trên PC sang chơi trên các hệ máy cầm tay. Năm 1999, KID phát hành trò chơi đầu tay của họ là Memories Off trên PlayStation, và sau này trở thành dòng game làm nên tên tuổi của công ty. Năm 2000, KID phát hành trò chơi thứ hai là Infinity, sau này cũng trở nên nổi tiếng. Trò chơi được đổi tên thành Never7 ~the end of infinity~ không lâu sau và Infinity trở thành tên của cả dòng game.
Năm 2005, KID trở thành nhà tài trợ của bộ phim truyền hình Nhật Bản Densha Otoko.
Công ty tuyên bố phá sản vào năm 2006. Tuy nhiên vào tháng 2 năm 2007, KID ra thông báo rằng toàn bộ tài sản trí tuệ của công ty đã được Cyber Front mua lại, và công ty mới tiếp tục thực hiện các dự án chưa hoàn thiện của KID cho đến khi đóng cửa vào tháng 12 năm 2013.

## Tác phẩm
Danh sách này không đầy đủ, bạn cũng có thể giúp mở rộng danh sách.
Dòng Memories Off
- Memories Off
- Memories Off 2nd
- You that became a Memory ~Memories Off~
- Memories Off ~And then~
- Memories Off ~And Then Again~
- Memories Off 5: Togireta Film
- Memories Off #5 encore
- Your Memories Off: Girl's Style

Dòng Infinity
- Infinity Cure
- Never 7: The End of Infinity
- Ever 17: The Out of Infinity
- Remember 11: The Age of Infinity
- 12Riven -the Ψcliminal of integral-
- Code 18

Khác
- Blocken (Arcade)
- Armored Police Metal Jack (Game Boy)
- Kingyo Chūihō! 2 Gyopichan o Sagase! (Game Boy)
- Battle Grand Prix (SNES)
- Jumpin' Derby (Super Famicom)
- Super Bowling (SNES)
- Super Jinsei Game (series) (2 & 3) (Super Famicom)
- Chibi Maruko-chan: Okozukai Daisakusen (Game Boy, 1990)
- Chibi Maruko-Chan 2: Deluxe Maruko World (Game Boy, 1991)
- Chibi Maruko-chan 3: Mezase! Game Taishou no Maki (Game Boy, 1992)
- Chibi Maruko-chan 4: Korega Nihon Dayo Ouji Sama (Game Boy, 1992)
- Chibi Maruko-Chan: Maruko Deluxe Gekijou (Game Boy, 1995)
- Mendel Palace (đồng phát triển với Game Freak)
- Low G Man: The Low Gravity Man
- Kick Master
- G.I. Joe (NES)
- Sumo Fighter: Tōkaidō Basho
- UFO Kamen Yakisoban
- Sutobasu Yarō Show: 3 on 3 Basketball
- Pepsiman
- Doki! Doki! Yuuenchi: Crazy Land Daisakusen (Famicom)
- Ai Yori Aoshi (chuyển thể PS2 và PC)
- Ryu-Koku (trò chơi cuối cùng trước khi phá sản)
- Separate Hearts
- Ski Air Mix
- Recca (Famicom Shooter đã tạo ra cuộc thi game "Summer Carnival '92")
- We Are*
- Close to: Inori no Oka
- Yume no Tsubasa
- Max Warrior: Wakusei Kaigenrei
- Kaitou Apricot (PlayStation)
- Kiss yori...
- 6 Inch my Darling
- Dokomademo Aoku...